# Wydział Matematyczno-Przyrodniczy Uniwersytetu Rzeszowskiego
Wydział Nauk Ścisłych i Technicznych Uniwersytetu Rzeszowskiego – jeden z wydziałów Uniwersytetu Rzeszowskiego powstały w 1965 roku wraz z powstaniem Wyższej Szkoły Pedagogicznej w Rzeszowie, która została przekształcona w 2001 roku po połączeniu z filiami innych uczelni w Uniwersytet Rzeszowski. Kształci studentów na siedmiu podstawowych kierunkach, należących do nauk matematycznych, przyrodniczych i technicznych, na studiach stacjonarnych oraz niestacjonarnych.
W ramach Wydziału Nauk Ścisłych i Technicznych znajdują się 4 instytuty. Aktualnie zatrudnionych jest 171 pracowników naukowo-dydaktycznych (z czego 21 na stanowisku profesora zwyczajnego, 29 na stanowisku profesora nadzwyczajnego ze stopniem naukowym doktora habilitowanego, 91 adiunktów ze stopniem doktora oraz 30 asystentów z tytułem magistra). Wydział współpracuje również z emerytowanymi profesorami, których autorytet wspiera zarówno proces dydaktyczny, jak i przede wszystkim wymianę międzynarodową.
Według stanu na 2012 rok na wydziale studiuje łącznie 1486 studentów (w tym 1225 na studiach dziennych, 261 na studiach zaocznych) oraz kilkunastu doktorantów, odbywających studia doktoranckie w ramach Wydziałowego Studium Doktoranckiego.
Od 1 października 2019 roku uchwałą Senatu Uniwersytetu Rzeszowskiego z dnia 4 kwietnia 2019 roku Wydział Matematyczno-Przyrodniczego został połączony z Wydziałem Biologiczno-Rolniczego i Wydziałem Biotechnologii tworząc Kolegium Nauk Przyrodniczych. 1 stycznia 2025 r. Wydział Matematyczno-Przyrodniczy Uniwersytetu Rzeszowskiego został przekształcony w Wydział Nauk Ścisłych i Technicznych Uniwersytetu Rzeszowskiego.

## Władze
- Dziekan: prof. dr hab. Ołeh Łopuszański
- Prodziekan ds. Nauki i Współpracy z Zagranicą: prof. dr hab. Igor Tralle(inne języki)
- Prodziekan ds. Ogólnych i Finansów: dr Piotr Pusz
- Prodziekan ds. Studenckich i Kształcenia: dr Waldemar Lib

## Poczet dziekanów
- 1999–2006: dr hab. Jerzy Tocki, prof. UR – matematyk (dydaktyka matematyki)
- 2006-2012: prof. dr hab. Józef Tabor – matematyk (równania funkcyjne)
- od 2012 r.: prof. dr hab. Ołeh Łopuszański – matematyk (analiza funkcjonalna, teoria operatorów)

## Kierunki kształcenia
Wydział kształci studentów na studiach I stopnia – licencjackich (3 letnie) i inżynierskich (3,5 letnie) na następujących kierunkach:
- edukacja techniczno-informatyczna
- fizyka
- fizyka techniczna
- informatyka
- inżynieria materiałowa
- matematyka
- mechatronika

Absolwenci studiów I stopnia mogą kontynuować naukę na studiach magisterskich uzupełniających (2 letnie) na kierunkach i specjalnościach:
- informatyka
- edukacja techniczno-informatyczna
- fizyka
- fizyka techniczna
- matematyka

Ponadto wydział prowadzi również następujące studia podyplomowe:
- matematyka dla nauczycieli
- fizyka dla nauczycieli
- informatyka i technologie informacyjne dla nauczycieli
- technika w kształceniu dla nauczycieli
- technika i informatyka dla nauczycieli
- administrowanie sieciami komputerowymi
- matematyka w finansach i bankowości
- statystyka w praktyce społeczno-gospodarczej
- odnawialne źródła energii

Wydział oferuje studia doktoranckie (trzeciego stopnia) w następujących dziedzinach:
- fizyka

Wydział ma uprawnienia do nadawania następujących stopni naukowych:
- doktora nauk fizycznych w zakresie fizyki

## Struktura organizacyjna

### Instytut Fizyki
Dyrektor: dr hab. Igor Tralle, prof. UR (p.o. dyrektora)
Zastępca ds. Nauki i Finansów: dr hab. Piotr Gronkowski, prof. UR
Zastępca ds. Dydaktyczno-Wychowawczych: dr Jacek Polit
Kontakt:
al. Rejtana 16a, 35-959 Rzeszów
www: www.if.univ.rzeszow.pl
Instytut Fizyki UR dzieli się na 1 katedra, 9 zakładów i 6 pracowni:
- Katedra Nanotechnologii
  - Kierownik: prof. dr hab. Eugeniusz Szeregij
- Zakład Akustyki
  - Kierownik: dr hab. inż. Wojciech Rdzanek(inne języki), prof. UR
- Zakład Dydaktyki Fizyki
  - Kierownik: dr hab. Czesław Kizowski, prof. UR
- Zakład Dynamiki Materii
  - Kierownik: prof. dr hab. Antoni Szczurek(inne języki)
- Zakład Informatyki Stosowanej
  - Kierownik: prof. dr hab. Piotr Bożek(inne języki)
- Zakład Fizyki Atomowej i Molekularnej
  - Kierownik: dr Mirosław Zachwieja
- Zakład Fizyki Mezoskopowej i Statystycznej
  - Kierownik: dr hab. Igor Tralle(inne języki), prof. UR
- Zakład Fizyki Półprzewodników
  - Kierownik: dr hab. Marian Kuźma, prof. UR
- Zakład Astrofizyki
  - Kierownik: dr hab. Piotr Gronkowski, prof. UR
- Zakład Teorii Ciała Stałego
  - Kierownik: dr hab. Jerzy Mizia, prof. UR
- I Pracownia Fizyczna
  - Kierownik: dr Tomasz Zamorski
- II Pracownia Fizyczna
  - Kierownik: dr Izabela Piotrowska
- Pracownia Dydaktyki Astronomii
  - Kierownik: dr hab. Piotr Gronkowski, prof. UR
- Pracownia Dydaktyki Fizyki
  - Kierownik: dr hab. Czesław Kizowski, prof. UR
- Pracownia Elektroniczna
  - Kierownik: dr Jacek Polit
- Pracownia Komputerowa
  - Kierownik: dr Piotr Potera(inne języki)

### Instytut Informatyki
Dyrektor: dr hab. Jan G. Bazan, prof. UR
Zastępca ds. dydaktycznych: dr inż. Przemysław Wiktor Pardel
Zastępca ds. naukowych: dr Wojciech Rząsa
Kontakt:
ul. Dekerta 2, 35-030 Rzeszów
www: www.ii.univ.rzeszow.pl/
Instytut Informatyki UR dzieli się na 4 zakłady:
- Zakład Inteligentnych Systemów Informatycznych
  - Kierownik: dr hab. Jan Bazan
- Zakład Metod Sztucznej Inteligencji
  - Kierownik: dr Jolanta Wojtowicz
- Zakład Przetwarzania Informacji
  - Kierownik: dr hab. Marek Matczak, prof. UR
- Zakład Systemów Współbieżnych
  - Kierownik: dr hab. Zbigniew Suraj, prof. UR

### Instytut Matematyki
Dyrektor: dr hab. Józef Drewniak, prof. UR
Zastępca ds. Dydaktycznych: dr Anna Szpila
Zastępca ds. Naukowych: dr hab. Mirosława Zima, prof. UR
Kontakt:
al. Rejtana 16a, 35-959 Rzeszów
www: www.delta.univ.rzeszow.pl/ki
Instytut Matematyki UR dzieli się na 9 zakładów i 3 pracownie:
- Zakład Analizy Matematycznej
  - Kierownik: prof. dr hab. Andrzej Kamiński
- Zakład Analizy Funkcjonalnej
  - Kierownik: prof. dr hab. Ołeh Łopuszański
- Zakład Analizy Wypukłej
  - Kierownik: prof. dr hab. Józef Tabor
- Zakład Dydaktyki Matematyki
  - Kierownik: dr hab. Ewa Maria Swoboda(inne języki), prof. UR
- Zakład Metod Przybliżonych
  - Kierownik: dr hab. Józef Drewniak(inne języki), prof. UR
- Zakład Równań Funkcyjnych
  - Kierownik: dr hab. Jacek Chudziak, prof. UR
- Zakład Równań Różniczkowych
  - Kierownik: prof. dr hab. Piotr Kaleniuk
- Zakład Rachunku Prawdopodobieństwa i Statystyki Matematycznej
  - Kierownik: prof. dr hab. Czesław Stępniak(inne języki)
- Zakład Topologii i Analizy Zespolonej
  - Kierownik: prof. dr hab. Michał Zariczny
- Pracownia Informatyki
  - Kierownik: dr Paweł Urban(inne języki)
- Pracownia Matematyki Finansowej
  - Kierownik: dr Piotr Pusz
- Pracownia Klas Akademickich
  - Kierownik: dr Stanisław Domoradzki

### Instytut Techniki
Dyrektor: prof. dr hab. Waldemar Furmanek
Zastępca: dr hab. inż. Lucyna Leniowska, prof. UR
Zastępca: dr inż. Jacek Bartman
Kontakt:
al. Rejtana 16a, 35-959 Rzeszów
www: www.univ.rzeszow.pl/wmp/technika
Instytut Techniki UR dzieli się na 6 zakładów:
- Zakład Dydaktyki Elektroniki
  - Kierownik: dr hab. Aleksander Marszałek, prof. UR
- Zakład Dydaktyki Techniki i Informatyki
  - Kierownik: prof. dr hab. Waldemar Furmanek
- Zakład Materiałoznawstwa
  - Kierownik: dr Wojciech Bochnowski (p.o. kierownika)
- Zakład Elektrotechniki i Informatyki
  - Kierownik: dr hab. inż. Tadeusz Kwater(inne języki), prof. UR
- Zakład Mechaniki, Konstrukcji i Technologii Maszyn
  - Kierownik: prof. dr hab inż. Mieczysław Korzyński
- Zakład Mechatroniki Automatyki i Optoelektroniki
  - Kierownik: dr hab. inż. Lucyna Leniowska(inne języki), prof. UR